# Игаев, Семён Степанович
Семён Степанович Игаев — советский хозяйственный, государственный и политический деятель.

## Биография
Родился в Давыдовке Николаевского района Ульяновской области 25.08.1904 году. Член ВКП(б) с 1926 года.
С 1925 года - на хозяйственной, общественной и политической работе. В 1925-1955 гг. — ответственный секретарь Осиповичского районного комитета ЛКСМ Беларуси, в Политическом отделе совхоза Копыльского района Белорусской ССР, 1-й секретарь Копыльского районного комитета КП(б) Беларуси, 1-й секретарь Слуцкого окружного комитета КП(б) Беларуси, 2-й секретарь Могилёвского областного комитета КП(б) Беларуси, 1-й секретарь Белостокского областного комитета КП(б) Беларуси, в ЦК ВКП(б), 2-й секретарь Мордовского областного комитета ВКП(б), представитель Совета по делам колхозов при СМ СССР по Иркутской области, заведующий Отделом Гомельского областного комитета КП Беларуси.
Избирался депутатом Верховного Совета СССР 1-го созыва, Верховного Совета РСФСР 3-го созыва.
Умер в 16.04.1960 году. похоронен в г. Гомель на кладбище Новобелицкое (Жирокомбинат).